# Lüßbach
Der Lüßbach ist nach der Ostersee-Ach und dem Georgenbach (Maisinger Bach) der drittgrößte Zufluss in den Starnberger See. Er führt ihm im Mittel etwa 9 Prozent der Gesamtzuflussmenge zu. Die Fläche seines Einzugsgebiets beträgt mit etwa 48,5 km² etwas weniger als ein Sechstel des Gesamteinzugsgebiets des Starnberger Sees. Der Lüßbach entwässert eine Senke zwischen Starnberger See und Isar bzw. Loisach, die im Westen und Osten von den Seitenmoränen der Gletscherzungen des würmeiszeitlichen Isar-Loisach-Gletschers eingerahmt wird.

## Geographie

### Verlauf
Der Lüßbach entspringt einem Teich nahe dem Ortsteil Haidach der Gemeinde Eurasburg und durchfließt zunächst Feucht- und Wiesengebiete. Im Sonderhamer und Degerndorfer Weiher wird er aufgestaut. Auf seinem Lauf nach Norden durchfließt er die Gemeindebereiche von Münsing und Berg (Ortsteile Höhenrain, Bachhausen, Farchach). Auf der Höhe von Kempfenhausen durchbricht der Lüßbach die östliche Seitenmoräne des Starnberger Sees im Manthal. Schließlich mündet er im Starnberger Stadtteil Percha in den Starnberger See. 100 Meter oberhalb der Mündung befindet sich eine Pegelstation des Wasserwirtschaftsamts Weilheim. Auf den letzten 13 km vor der Mündung wurde 2022 ein Überschwemmungsgebiet für den Hochwasserschutz eingerichtet.

### Zuflüsse und Seen
Liste der Zuflüsse und  Seen von der Quelle zur Mündung. Teils mit Gewässerlänge, Seefläche, Einzugsgebiet und Höhe. Andere Quellen für die Angaben sind vermerkt.
Entfließt auf 699 m ü. NHN bei Eurasburg-Haidach dem  Bruckerweiher, ca. 0,6 ha
- Durchfließt auf 699 m ü. NHN bei Münsing-Sonderham dem Sonderhamer Weiher, ca. 4,8 ha
- Durchfließt auf 679 m ü. NHN in Münsing-Degerndorf den Degerndorfer Weiher, ca. 1,6 ha
- Filzgraben, von rechts auf 663 m ü. NHN nach Degerndorf aus dem Münsinger Filz, ca. 1,3 km
- Mühlbrunnenbach, von rechts auf 633 m ü. NHN an einer Siedlungsgruppe von Berg-Höhenrain, 3,1 km und 13,5 km[2]
- Biberkorbach, von links auf 632 m ü. NHN vor Berg-Bachhausen, ca. 0,8 km
- Halsbach, von links auf 622 m ü. NHN zwischen Berg-Farchach und -Martinsholzen, 3,0 km und 3,8 km[2]
- Durchläuft auf 585 m ü. NHN das Hafenbecken von Starnberg-Percha

Mündet auf 584 m ü. NHN bei Percha von Osten in den unteren Starnberger See

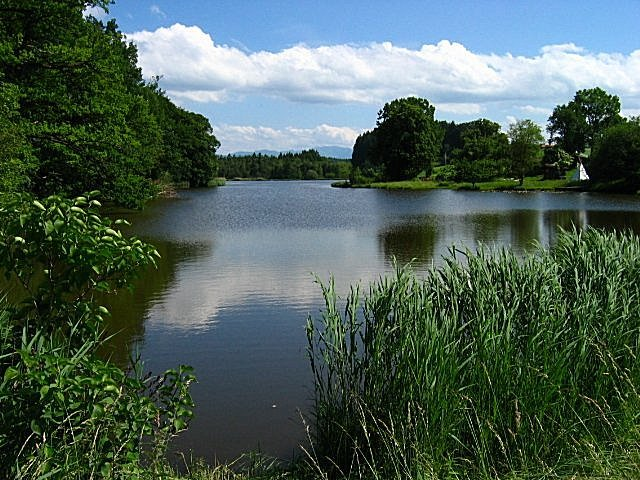
Sonderhamer Weiher am Oberlauf des Lüßbachs, im Hintergrund die Benediktenwand
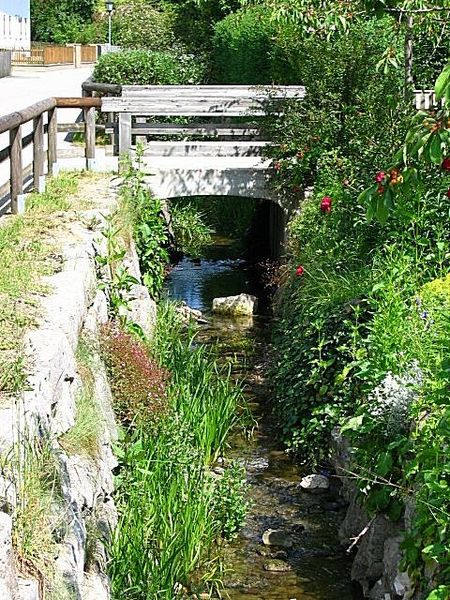
Lüßbach in Münsing
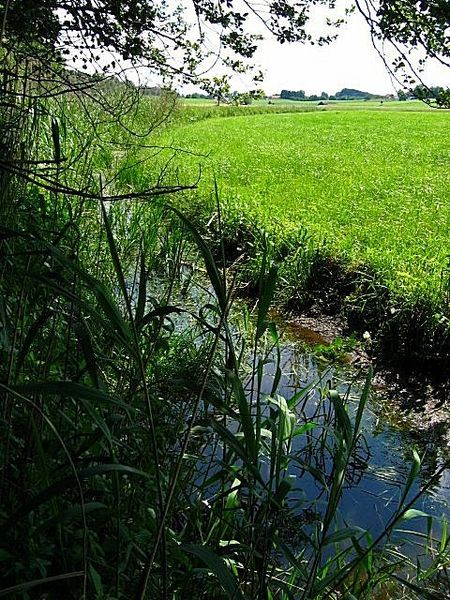
Lüßbach ca. 2 km nördlich von Münsing
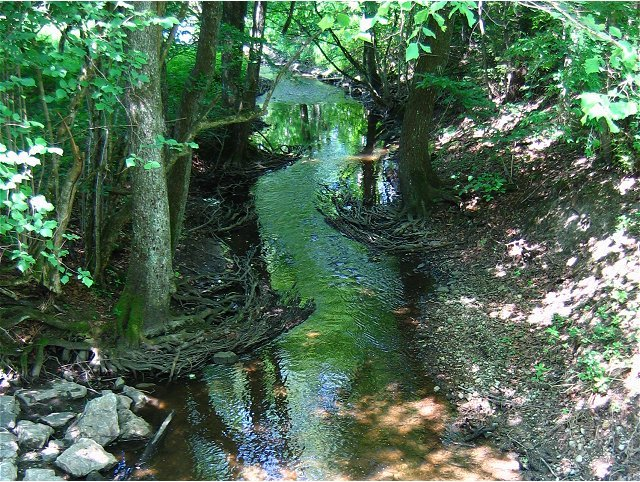
Lüßbach im Manthal
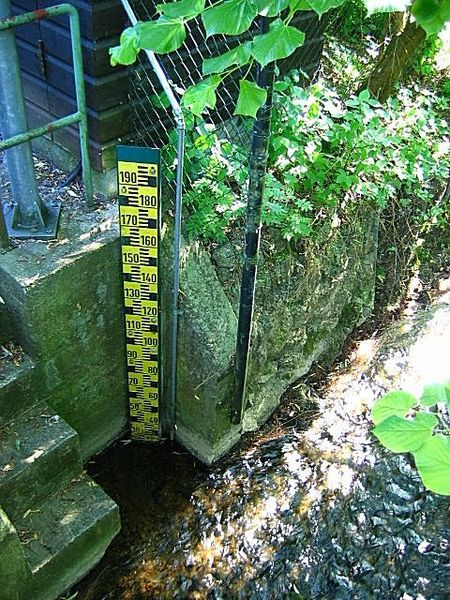
Pegelstation in Starnberg-Percha
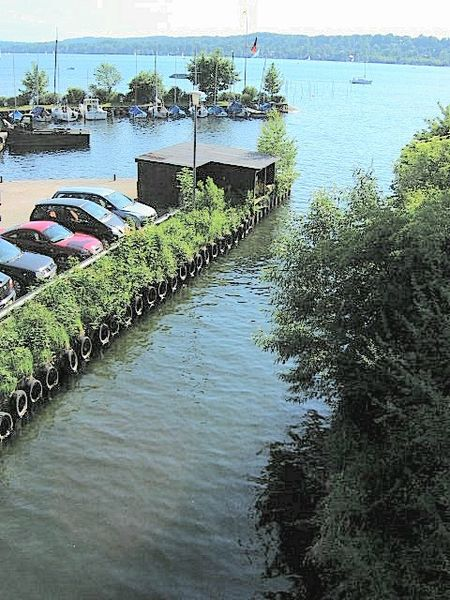
Mündung des Lüßbachs in den Starnberger See